# Censo bangladesí de 2022
El censo bangladesí de 2022 fue un censo de la población de Bangladés, siendo el sexto censo nacional del país. Se programó para junio de 2022, siendo el 15 de junio el día previsto. Se llevó a cabo por la Oficina de Estadísticas de Bangladés. Inicialmente estaba previsto que se celebrara en 2021, pero se retrasó debido a complicaciones provocadas por la pandemia de COVID-19 y la falta de equipo.

## Trasfondo
Después de la Independencia de Bangladés en 1971, se realizaron censos en los años 1974, 1981, 1991, 2001 y 2011. Este último censo registró una población total de 144,0 millones, sin embargo, la Oficina estimó que esta cifra era un recuento insuficiente, y la población real se estimó en 149,8 millones.
Los planes para realizar un nuevo censo en Bangladés nacieron en enero de 2021, con el plan maestro preparado en 2018. En octubre del siguiente año, el Comité Ejecutivo del Consejo Económico Nacional asignó ৳ 1.761 millones de rupias al proyecto. Sin embargo, debido a la pandemia de COVID-19, la Oficina de Estadísticas de Bangladesh (BBS) no pudo realizar el censo, lo que retrasó el proyecto hasta octubre de 2021.
Aunque se acercaba la fecha límite de octubre de 2021, la BBS todavía no estaba completamente preparada para realizar el censo, ya que el gobierno se negó a comprar 395 000 tabletas que se necesitaban utilizar. El BBS había realizado cambios en el plan maestro de 2018 en junio, cambiando el método del censo de manual a digital, lo que se esperaba que redujera el costo de la operación en un 11 % a 1575 millones de rupias. Las complicaciones con respecto al equipamiento continuaron hasta marzo de 2022, cuando el gobierno aprobó la compra de las tabletas. Al mes siguiente, la BBS anunció el nuevo calendario del censo.

## Diseño
El censo de Bangladés de 2022 empleó a 370 000 empadronadores y también fue el primer censo digital del país, haciendo uso de mapas SIG, tabletas y un sistema de entrevistas personales asistido por computadora para registrar datos. Se llevó a cabo una encuesta posterior al censo en 350 áreas de muestra seleccionadas para determinar la precisión de la operación. El proceso tendría una duración del 15 de junio de 2022 al 21 de junio. El día de referencia del censo sería el 15 de junio de 2022 a la medianoche.

## Demografía
Según el censo de 2022, Bangladés tiene una población de 169 828 921 personas, de las cuales 84 077 203 son hombres, mientras que 85 653 120 son mujeres y 12 629 son del tercer género. 116 066 925 de ellos viven en zonas rurales y 53 761 986 en zonas urbanas.
La población de Bangladés es de 165 158 616 habitantes según el informe del censo de 2022, de los cuales 150 360 404 personas (91,04 por ciento de los bangladesíes) siguen el Islam. El hinduismo es seguido por 13 130 109 personas (7,95 por ciento de la población) , siendo la segunda religión más grande. El budismo está en tercer lugar, seguido por 1 007 467 personas (0,61 por ciento de la población), al cristianismo le siguen 495 475 (0,3 por ciento de la población) y una pequeña minoría de 198 190 personas (0,12 por ciento de la población) siguen otras religiones, la mayoría tribales y animistas.

### Alfabetización
La tasa de alfabetización en el país ha aumentado un 22,89 %, según el último censo. La tasa de alfabetización era del 51,77 % en 2011 y en 2022 es del 74,66 %.